# Trixoscelis
Trixoscelis is een geslacht van insecten uit de familie van de afvalvliegen (Heleomyzidae), die tot de orde tweevleugeligen (Diptera) behoort.

## Soorten
- T. approximata (Loew, 1865)
- T. baliogastra (Czerny, 1909)
- T. buccata Melander, 1952
- T. canescens (Loew, 1865)
- T. cinerea (Coquillett, 1902)
- T. claripennis (Malloch, 1913)
- T. coei (Bequaert, 1960)
- T. curvata Carles-Tolra, 1993
- T. deserta Melander, 1952
- T. flagellata Carles-Tolra & Ventura, 2001
- T. flavens Melander, 1952
- T. flavida Melander, 1952
- T. franzi Soos, 1977
- T. frontalis (Fallen, 1823)
- T. fumipennis Melander, 1913
- T. gentilis (Frey, 1936)
- T. litorea (Aldrich, 1908)
- T. lyneborgi Hackman, 1970
- T. marginella (Fallen, 1823)
- T. margo Papp, 2005
- T. melanderi Vockeroth, 1965
- T. mendezabali Hackman, 1970
- T. mohavea Melander, 1952
- T. nitidiventris Melander, 1952
- T. nuda (Coquillett, 1910)
- T. obscurella (Fallen, 1823)
- T. paraproxima Soos, 1979
- T. pedestris (Loew, 1865)
- T. plebs Melander, 1952
- T. proxima (Séguy, 1936)
- T. psammophila Hackman, 1970
- T. puncticornis (Becker, 1907)
- T. pygochroa Melander, 1952
- T. sabinaevae Carles-Tolra, 1993
- T. sabulicola (Frey, 1958)
- T. sagulata Melander, 1952
- T. sanctiferdinandi (Czerny, 1909)
- T. serpens Carles-Tolra, 2001
- T. sexlineata (Frey, 1949)
- T. signifera Melander, 1952
- T. similis Hackman, 1970
- T. suffusa Melander, 1952
- T. triplex Melander, 1952
- T. tumida Melander, 1952
- T. yugoslavensis (Bequaert, 1960)